# Andrea Norheim
Andrea Norheim (Stavanger, 30 januari 1999) is een voetbalspeelster uit Noorwegen. Ze speelt als verdediger voor RB Leipzig in de Bundesliga.

## Clubcarrière
Norheim begon haar carrière in de jeugdopleiding van HB Køge. Ze maakte al snel de overstap naar Klepp IL waarvoor ze uitkwam in de Toppserien.
In 2016 werd ze gescout door Olympique Lyon. In de Division 1 zou ze uiteindelijk geen wedstrijd spelen.
In de zoektocht naar speelminuten vond Norheim haar heil in Zweden bij Piteå IF. Ze speelde twee seizoenen in de Damallsvenskan waarin ze tot 34 wedstrijden en 4 doelpunten kwam.
In 2020 keerde Norheim terug in haar geboorteland Noorwegen om voor Avaldsnes IL te gaan spelen. In de Toppserien kwam ze in twee seizoenen tot 35 wedstrijden voor Avaldsnes IL.
In 2021 ging Norheim haar geluk beproeven in de Deense Elitedivisionen waar ze voor HB Køge ging spelen. Met HB Køge speelde Norheim in de Champions League.
In 2023 maakte Norheim opnieuw een transfer en streek ze neer in Portugal bij Sporting Clube de Portugal.
Na twee jaar in Portugal te hebben gevoetbald, maakte Norheim in 2025 een transfer naar het Duitse RB Leipzig.

## Statistieken
| Seizoen   | Club           | Land       | Competitie          | Wedstrijden | Doelpunten |
| --------- | -------------- | ---------- | ------------------- | ----------- | ---------- |
| 2015      | Klepp IL       | Noorwegen  | Toppserien          | 17          | 3          |
| 2016      | Klepp IL       | Noorwegen  | Toppserien          | 2           | 1          |
| 2016-2018 | Olympique Lyon | Frankrijk  | Division 1          | 0           | 0          |
| 2018      | Piteå IF       | Zweden     | Damallsvenskan      | 22          | 4          |
| 2019      | Piteå IF       | Zweden     | Damallsvenskan      | 12          | 0          |
| 2020      | Avaldsnes IL   | Noorwegen  | Toppserien          | 17          | 2          |
| 2021      | Avaldsnes IL   | Noorwegen  | Toppserien          | 18          | 3          |
| 2021/22   | HB Køge        | Denemarken | Elitedivisionen     | 9           | 0          |
| 2022/23   | HB Køge        | Denemarken | Elitedivisionen     | 23          | 5          |
| 2023/24   | Sporting C     | Portugal   | Campeonato Nacional | 1           | 0          |
| 2024/25   | Sporting C     | Portugal   | Campeonato Nacional | 11          | 0          |
| 2025/26   | RB Leipzig     | Duitsland  | Bundesliga          | 0           | 0          |
| Totaal    | Totaal         | Totaal     | Totaal              | 132         | 18         |

Laatste update: 18 juni 2025

## Persoonlijk
Andrea Norheim was in haar jongere jaren bevriend met Manchester City spits Erling Haaland en heeft vele jaren samen met Haaland getraind.